# Subi-Riff
Subi-Riff, auch chinesisch: Zhubi Jiao (渚碧礁), Zamora Riff (Tagalog: Bahura ng Zamora), Vietnamesisch: đá Xu Bi, ist ein Atoll der Spratly-Inseln im Südchinesischen Meer.
Das Atoll steht unter der Kontrolle der Volksrepublik China, wird aber auch von den Philippinen und Vietnam beansprucht.
Seit 2015 treibt die Volksrepublik China den Bau eines Luftwaffenstützpunktes voran.
Die VR China verwaltet das Atoll als Teil der Stadt Sansha in der Provinz Hainan.
Das Riff liegt im Nordwesten der Spratly-Inseln, ungefähr 26 km südwestlich der von den Philippinen besetzten Insel Thitu (Pag-asa).
Das Atoll hat (SW-NO) eine Länge von 5,7 km und ist 3,5 km breit. Die Fläche von Insel, Lagune und Riff beträgt 16 km². Die Lagune hat einen Durchmesser von bis zu 3,7 km und ist 22 m tief.
Das Riff ragte ursprünglich nur bei Ebbe aus dem Wasser.
Eine Passage erlaubt es Schiffen, in die Lagune zu fahren.
Anfang 2015 wurde durch Aufschütten von Sand auf dem Riff Land gewonnen, die chinesischen Marine baute mehrstöckige Gebäude, es wurden Kai-Anlagen und ein Hubschrauberlandeplatz eingerichtet.
Die Luftwaffenstützpunkte auf den Spratly-Inseln, darunter Subi-Riff, und ein weiterer auf Woody Island auf den Paracel-Inseln ermöglichen es chinesischen Militärflugzeugen, über einem Großteil des Südchinesischen Meeres zu operieren. Entsprechendes gilt für die Radarabdeckung.

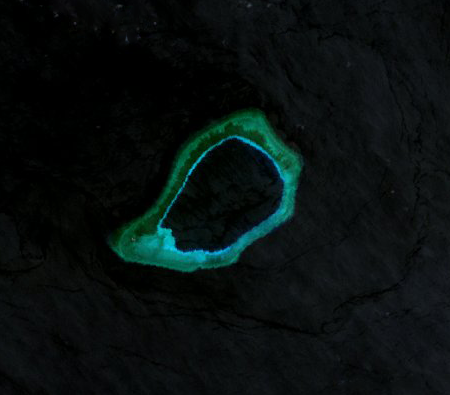
Das Riff vor dem Umbau, Landsat-7, April 2000